# Phialella macrogona
Phialella macrogona är en nässeldjursart som beskrevs av Xu, Huang och Wang 1985. Phialella macrogona ingår i släktet Phialella och familjen Phialellidae. Inga underarter finns listade i Catalogue of Life.